# Eric Crockford
Eric Bertram Crockford (Wylde Green, 13 oktober 1888 - Four Oaks, 17 januari 1958) was een Brits hockeyer. 
Met de Britse ploeg won Crockford de olympische gouden medaille in 1920. 

## Resultaten
- 1920  Olympische Zomerspelen in Antwerpen